# 卡西尼地图

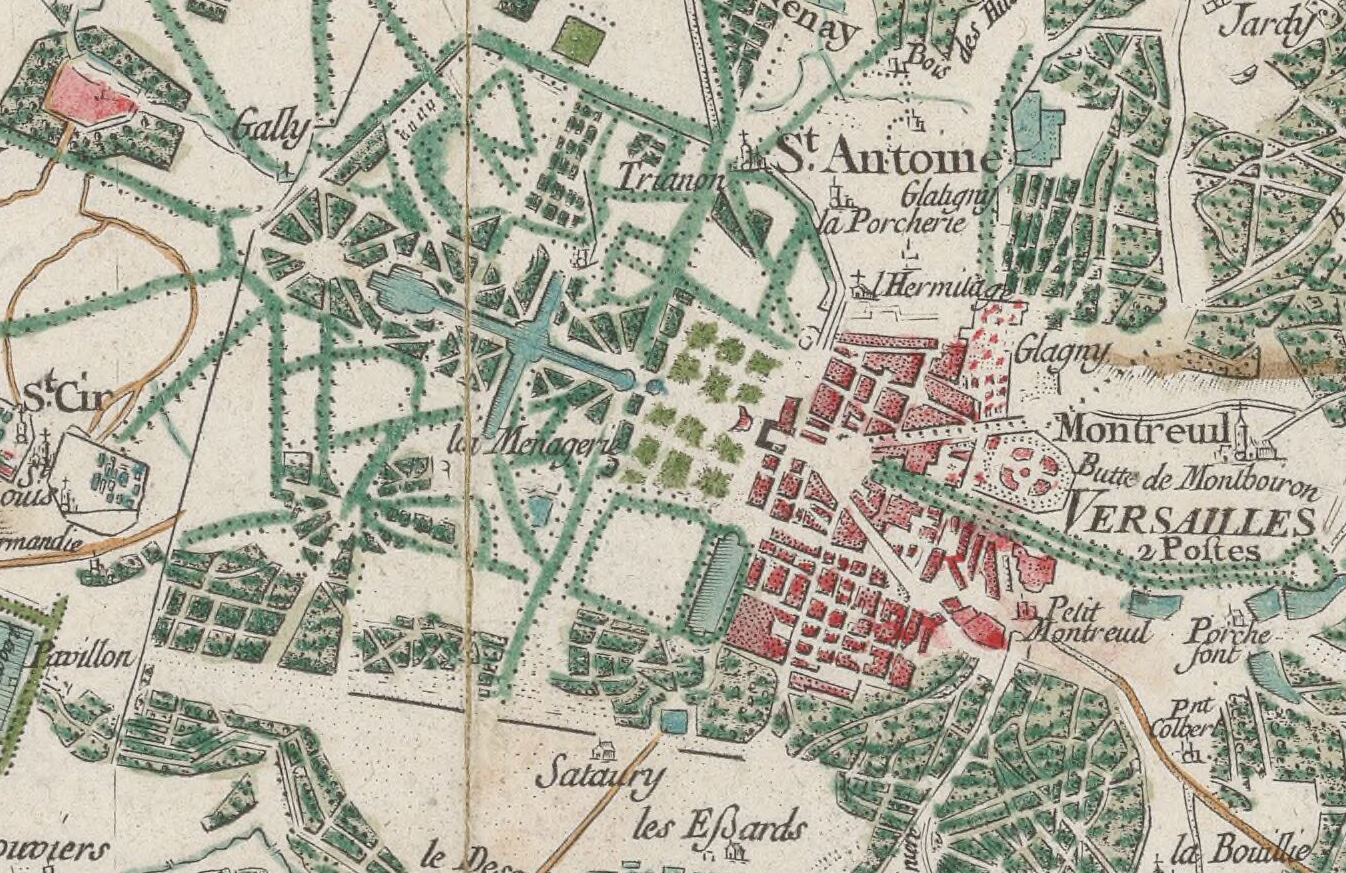
卡西尼地图上的凡尔赛

卡西尼地图（法语：Carte de Cassini），又称学院地图（carte de l'Académie），是全法兰西王国第一幅地形图与几何地图。该地图由卡西尼家族所绘，主要由塞萨尔-弗朗索瓦·卡西尼（卡西尼三世）与他的儿子让-多米尼克·卡西尼（卡西尼四世）于18世纪所绘。 
地图上1刻度表示100土瓦茲，而1土瓦兹长864个刻度，即地图比例为1/86400。
在当时，该地图是真正的创新与决定性的技术进展。它是第一幅以大地三角测量为基础的地图，卡西尼家族四代人相继工作，历经六十多年才得以绘成。该地图并不能精确地定位房屋或是沼泽地与森林的边界，但若将卫星照片叠加到地图上，就能展现出地图道路网惊人的精度。   
卡西尼家族的工作甚至在野外留下了自己的印记，即使在今天，我们仍然可以找到被称为“卡西尼标记”（Signal de Cassini）的地名，这些地名揭示了当时测量的地方。这些参考点对应着无数个三角形的顶点，构成了卡西尼地图的网格。 
如今，研究人员经常查阅卡西尼号地图，有的在法国国家图书馆地图部（Département des cartes et plans de la Bibliothèque nationale de France）的阅览室查阅纸质版，有的在网上查阅电子版。

## 地图

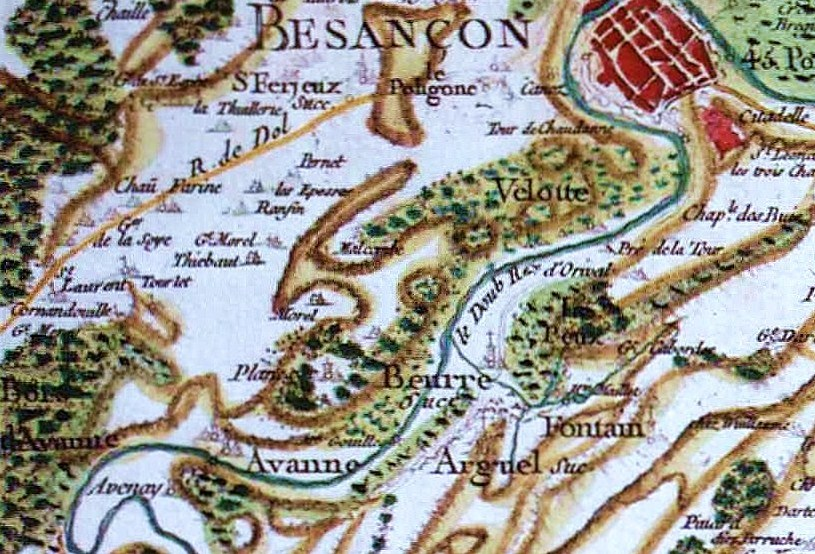
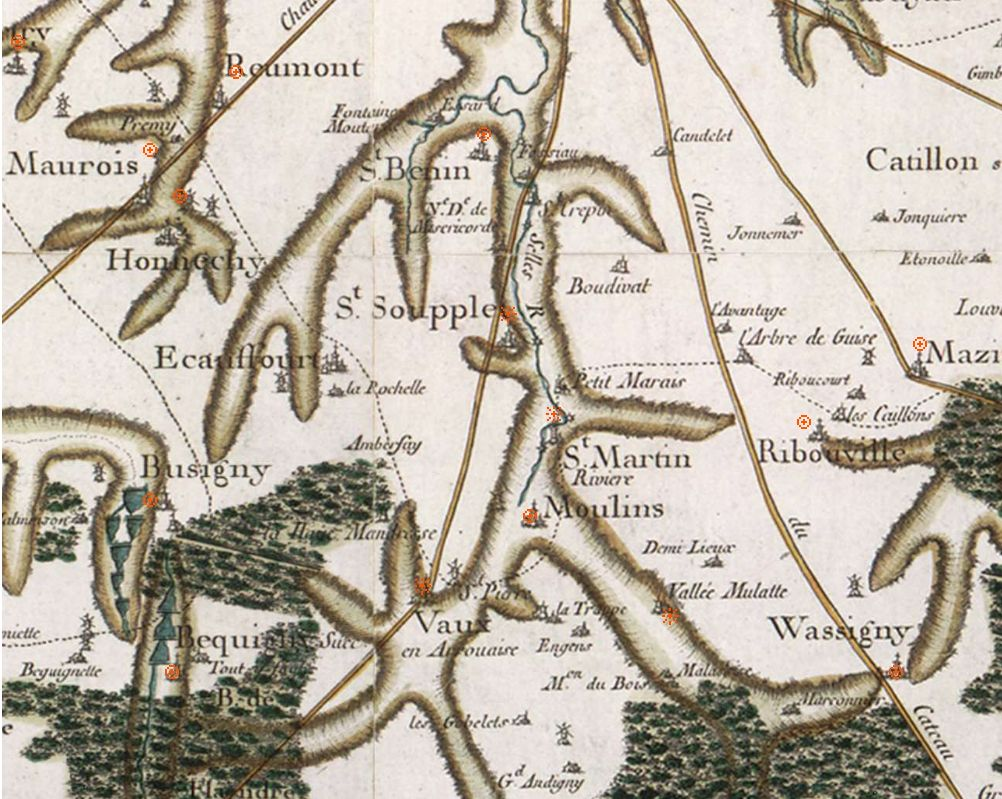
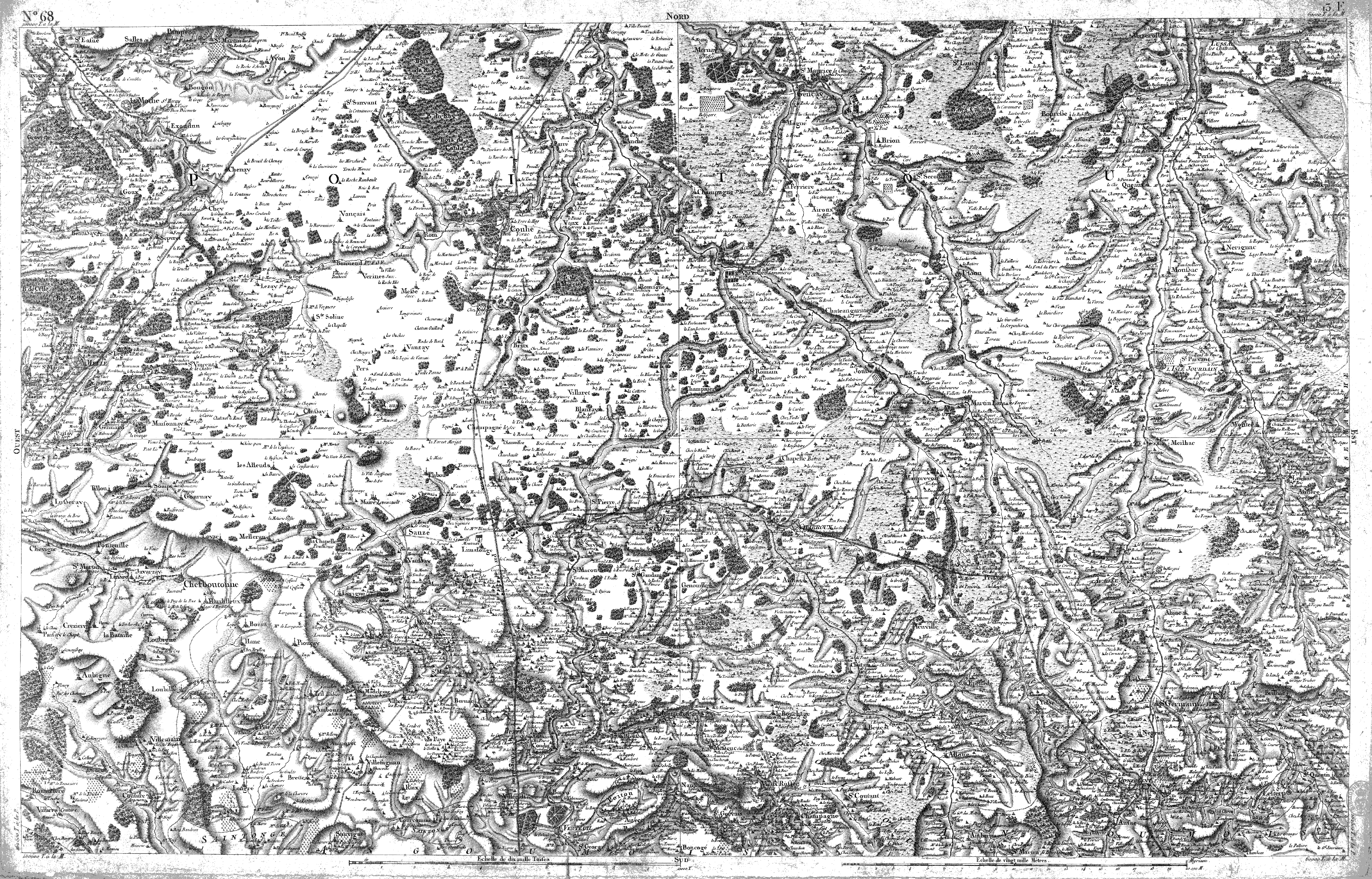